# 가와라마치역 (가가와현)
가와라마치역(일본어: 瓦町駅)은 일본 가가와현 다카마쓰시에 위치한 다카마쓰코토히라 전기철도의 철도역이다. 다카마쓰코토히라 전기 철도 고토히라 선의 소속역이며, 나가오 선 · 시도 선은 이 역을 시점으로 한다. 고토히라 선은 섬식 승강장 1면 2선, 나가오 선은 단선 승강장 1면 1선, 시도 선은 두단식 승강장 1면 2선의 구조이며, 총 3면 5선의 복합 승강장을 갖춘 선상 역사이다. IruCa 취급 · 정기 발권 창구가 있다.

## 타는 곳
| 1 | ■ 고토히라 선 | 상행 | 다카마쓰칫코 방면                             | 고토히라 방면으로부터의 열차 |
| 2 | ■ 고토히라 선 | 하행 | 다키노미야 · 이치노미야 · 고토덴코토히라 방면 |                              |
| 3 | ■ 나가오 선   | -    | 다카타 · 히라기 · 나가오 방면                 |                              |
| 3 | ■ 고토히라 선 | 상행 | 다카마쓰칫코 방면                             | 나가오 방면으로부터의 열차   |
| 4 | ■ 시도 선     | -    | 고토덴야시마 · 고토덴시도 방면                |                              |
| 5 | ■ 시도 선     | -    | 고토덴야시마 · 고토덴시도 방면                | 피크 때만                    |

## 이용 현황
| 승차 인원 추이 | 승차 인원 추이 |
| 연도           | 1일 평균       |
| -------------- | -------------- |
| 2000           | 13,800         |
| 2001           | 12,800         |
| 2002           | 12,400         |
| 2003           | 12,500         |
| 2004           | 12,300         |
| 2005           | 12,800         |
| 2006           | 13,100         |
| 2007           | 12,904         |
| 2008           | 12,800         |
| 2009           | 12,284         |
| 2010           |                |
| 2011           | 12,108         |
| 2012           | 12,543         |
| 2013           | 12,965         |
| 2014           | 12,450         |
| 2015           | 13,142         |

## 역 주변
- 국도 제11호선
- 가가와 현도 155호 무레나카진 선
- 가가와 현도 160호 다카마쓰코리쓰린코엔 선
- 가가와 현청
- 다카마쓰 시청
- 다카마쓰 시립 중앙 공원
- 다카마쓰 적십자 병원
- 다카마쓰 국세국

## 인접 역
| 다카마쓰코토히라 전기철도 고토히라 선 | 다카마쓰코토히라 전기철도 고토히라 선 | 다카마쓰코토히라 전기철도 고토히라 선 |
| ------------------------------------- | ------------------------------------- | ------------------------------------- |
| K 01 가타하라마치 다카마쓰칫코 방면   | ■ 고토히라 선                         | 리쓰린코엔 K 03 고토덴코토히라 방면   |
| 다카마쓰코토히라 전기철도 나가오 선   |                                       |                                       |
| 시·종착역                             | ■ 나가오 선                           | 하나조노 N 03 나가오 방면             |
| 다카마쓰코토히라 전기철도 시도 선     |                                       |                                       |
| 시·종착역                             | ■ 시도 선                             | 이마바시 S 01 고토덴시도 방면         |